# Sint-Pietersbandenkerk (Semmerzake)
De Sint-Pietersbandenkerk is een kerk in de dorp Semmerzake, binnen de Belgische provincie Oost-Vlaanderen. De benaming van de kerk brengt de bevrijding in gedachten, van de apostel Petrus, zoals beschreven in het Bijbelboek Handelingen.

## Geschiedenis
De eerste vermelding van een kerk dateert uit 977 en is te vinden op een diploma van keizer Otto II. De eerste kerk was een kerk in de romaanse architectuur. In 1885 kwamen de plannen om de kerk te vergroten en de toren, het koor en het transept te restaureren. Echter was de kerk in zodanig slecht staat dat deze werd gesloopt. Alleen de toren bleef behouden. De nieuwe en huidige kerk werd ontworpen volgens de richtlijnen van de neo-Scheldegotiek en werd opgebouwd uit Doornikse steen. Sinds 1945 is de kerk een beschermd monument geworden. 